# Edo Johannes Bergsma

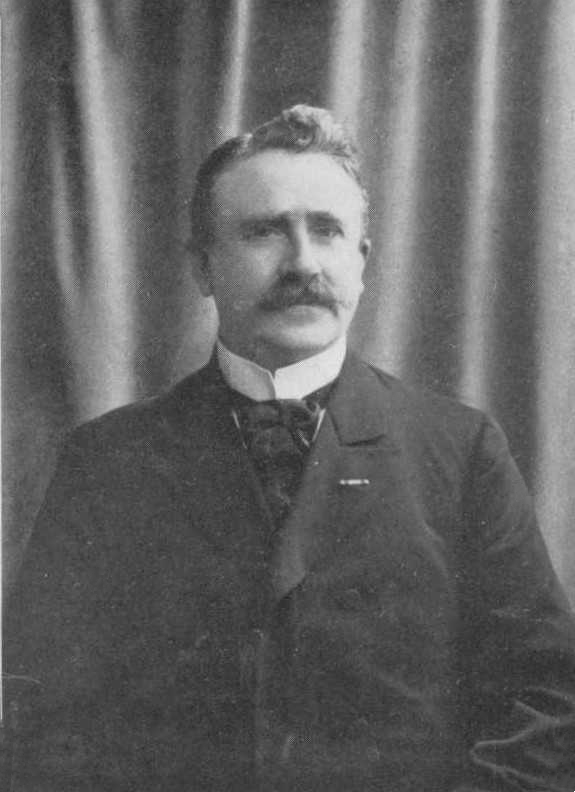
Edo Bergsma ca. 1913

Edo Johannes Bergsma (Makkinga, 6 juni 1862 – Arnhem, 1 november 1948) was een Nederlands bestuurder en politicus. Hij was burgemeester van het Bildt (1892-1896) en Enschede (1896-1932) en 53 jaar lang voorzitter van de ANWB (1884-1937), waarvan hij een van de eerste leden was.

## Persoonlijk
Edo Bergsma was een zoon van Petrus Adrianus Bergsma (secretaris en burgemeester van Ooststellingwerf) en van Doetje Offerhaus (1832-1918). Hij werd vernoemd naar zijn grootvader, Edo Johannes Offerhaus (1795-1876), notaris te en wethouder van Groningen. Hij trouwde in 1893 met Cornelia Johanna van de Moer (1865-1952). In 1894 kregen zij een dochter, Anna (1894-1981).
Bergsma werd op 5 november 1948 begraven op de Oosterbegraafplaats in Enschede.

## Carrière

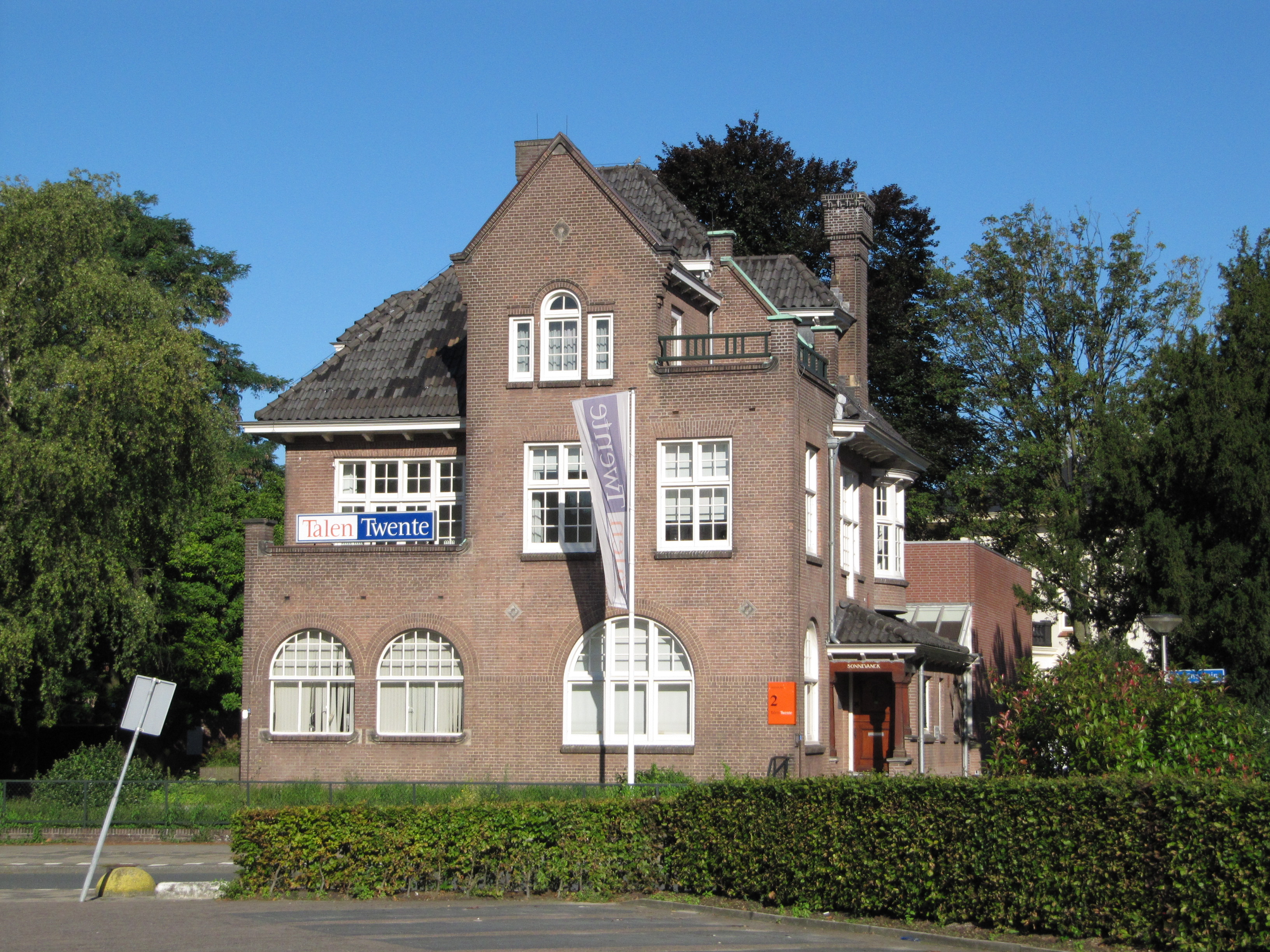
Burgemeesterswoning van Bergsma in Enschede

Bergsma werd in 1886 gemeentesecretaris in Idaarderadeel. In 1892 werd hij burgemeester van het Bildt. Hij had hier een moeilijke tijd. Ferdinand Domela Nieuwenhuis had veel aanhangers op het Bildt. Dit bracht ook tweestrijd in het kerkbestuur van de van Harenskerk te Sint Annaparochie. Aan de ene kant de orthodoxe kerkenraad, aan de andere kant de vrijzinnigen die aanhangers werden van Domela Nieuwenhuis. Bergsma zat tussen beide partijen. De kerk werd niet meer onderhouden waarop Bergsma het besluit moest nemen het monumentale kerkgebouw per direct te sluiten wegens instortingsgevaar. Per 1 augustus 1896 werd hij burgemeester van Enschede. Bergsma bleef hier 36 jaar burgemeester, en heeft zich in die periode geliefd gemaakt bij het Enschedese volk. Tijdens zijn burgemeesterschap groeide Enschede van circa 25.000 naar circa 50.000 inwoners, en werd Enschede een van de grootste industriesteden van Nederland. Onder zijn leiding kreeg Enschede onder andere:
- een elektrische centrale (1900),
- een elektrisch alarmnet voor de brandweer (1902),
- een nieuwe gasfabriek (1903),
- de singel rond de bebouwde kom,
- de Hogere Textielschool en
- een nieuw stadhuis.

Als burgemeester was Bergsma verantwoordelijk voor het handhaven van de openbare orde tijdens de Twentse katoenstakingen van 1923-1924 en 1931-1932. Op 17 juli 1931 opende hij officieel Vliegveld Twente.
Van 1913 tot 1922 was Bergsma daarnaast namens de provincie Friesland lid van de Eerste Kamer der Staten-Generaal voor de Liberale Unie.

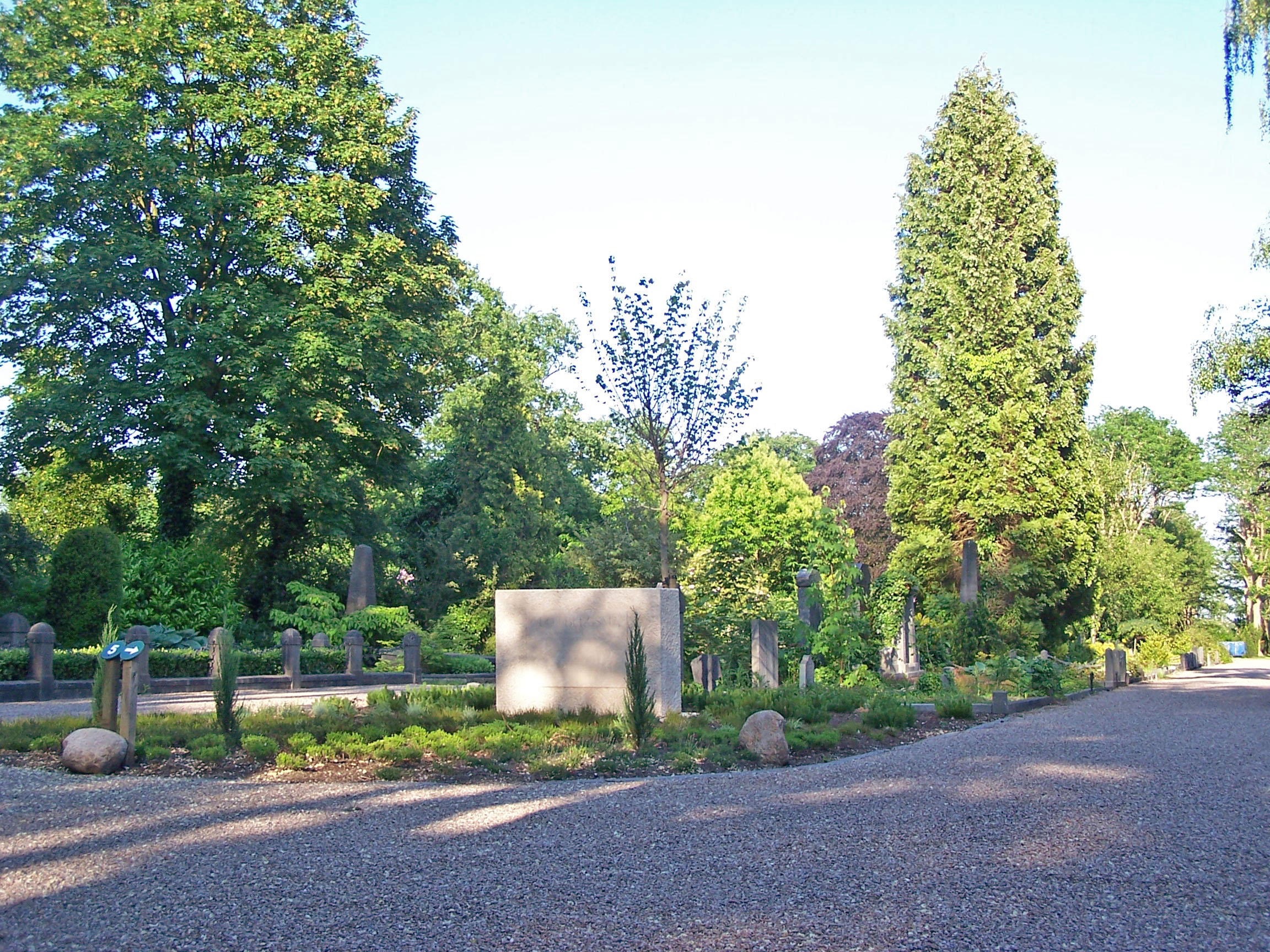
Het graf van Edo Bergsma op de Oosterbegraafplaats

## Onderscheidingen
Bij zijn vertrek als burgemeester werd Bergsma in 1932 benoemd tot ereburger van Enschede. In 1902 was hij al benoemd tot ridder in de Orde van de Nederlandse Leeuw; in 1933 werd hij benoemd tot commandeur in de Orde van Oranje-Nassau.

## Trivia
In Enschede herinneren de Edo Bergsmabrug en de Burgemeester Edo Bergsmalaan aan Bergsma's burgemeestersperiode.